# Gran Premio d'Italia 1997
Il Gran Premio d'Italia 1997 si è disputato il 7 settembre 1997 a Monza e ha visto la vittoria di David Coulthard, seguito da Jean Alesi (autore della pole position) e Heinz-Harald Frentzen.
Fu la 3ª vittoria in carriera per il pilota scozzese, la seconda stagionale, dopo quella nella gara inaugurale in Australia.

## Vigilia

### Organizzazione della gara
In occasione del Gran Premio vennero organizzati diversi eventi di contorno. Tra questi il comune di Monza e Radio Italia organizzarono allo Stadio Brianteo un concerto con vari artisti italiani. Inoltre vennero predisposti vari servizi di trasporto pubblico gratuito, con navette che partivano da varie zone del territorio comunale, e a basso prezzo da altri centri della provincia.

### Prospettive future
A Monza venne redatta una bozza del calendario per la stagione seguente. La più grande novità avrebbe riguardato l'esclusione del Gran Premio di Francia, dovuta sia al divieto di pubblicità per il tabacco che alla difficoltà nell'effettuare riprese televisive. Al suo posto sarebbe dovuto rientrare l'appuntamento in Portogallo. Questa bozza non venne successivamente confermata, visto che la sostituzione non venne poi effettuata e la trattativa per il mantenimento della gara francese andarono a buon fine.

### Aspetti tecnici
Per la gara davanti al proprio pubblico la Ferrari portò diverse novità tecniche; anzitutto il nuovo telaio leggero, già utilizzato da Schumacher nelle corse precedenti venne messo a disposizione pure di Irvine. Inoltre venne messo a disposizione un serbatoio più capiente in modo che, se lo avessero voluto, i piloti avrebbero potuto scegliere la strategia a una sosta e il nuovo motore 046/2, lungamente testato a Fiorano.

### Aspetti sportivi
All'inizio del fine settimana monzese si ebbe la conferma che a fine anno il contratto di Flavio Briatore con la Benetton non sarebbe stato rinnovato. Come sostituti vennero individuati David Richards come direttore tecnico e Rocco Benetton per la parte commerciale.

## Prove libere

### Resoconto
Le prove del venerdì si svolsero con un clima soleggiato sia al mattino che a metà giornata, una temperatura pomeridiana attorno ai 30 gradi che obbligò i piloti a rivedere le regolazioni e gli assetti che avevano preparato nelle settimane precedenti il Gran Premio, quando avevano testato le proprie vetture sul circuito brianzolo. La Williams fece registrare i migliori parziali, piazzando Frentzen in prima posizione con il tempo di 1:23.991 davanti a Villeneuve, staccato di quasi un secondo. Terzo si piazzò invece Alesi che, dopo alcune difficoltà iniziali, riuscì a trovare un buon assetto e si disse moderatamente ottimista per la gara; precedeva Coulthard e Fisichella, in difficoltà a guidare una vettura in costante sottosterzo. Solo tredicesimo Michael Schumacher, rallentato da un problema alla sospensione posteriore, piegatasi dopo il contatto con un cordolo. Durante le prove Ukyo Katayama fu invece protagonista di un'uscita di pista a oltre 300 km/h alla curva Parabolica; nonostante lo schianto contro le barriere il pilota uscì illeso e poté prendere parte alle prove del sabato.

### Risultati
Nella giornata di venerdi, si ebbe la seguente situazione:
| Pos | Nome                  | Squadra/Motore   | Tempo    |
| --- | --------------------- | ---------------- | -------- |
| 1   | Heinz-Harald Frentzen | Williams-Renault | 1'23"991 |
| 2   | Jacques Villeneuve    | Williams-Renault | 1'24"837 |
| 3   | Jean Alesi            | Benetton-Renault | 1'24"847 |

## Qualifiche

### Resoconto

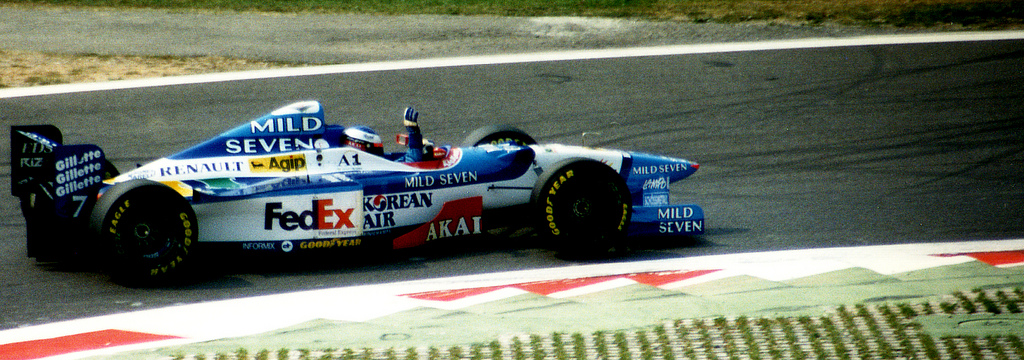
Il poleman Jean Alesi al volante della sua Benetton B197

Alesi conquista la pole position (seconda del circuito e della carriera) in una sessione di qualifiche caratterizzata da un grande equilibrio tanto che i primi dieci sono racchiusi in meno di un secondo. Il pilota della Benetton precede Frentzen, Fisichella, Villeneuve, Häkkinen, Berger e Ralf Schumacher. In difficoltà le Ferrari, relegate in quinta fila con Michael Schumacher nono ed Irvine decimo.

### Risultati
| Pos | Nº | Pilota                | Costruttore       | Pneumatici | Tempo    | Distacco |
| --- | -- | --------------------- | ----------------- | ---------- | -------- | -------- |
| 1   | 7  | Jean Alesi            | Benetton-Renault  | G          | 1'22"990 |          |
| 2   | 4  | Heinz-Harald Frentzen | Williams-Renault  | G          | 1'23"042 | +0"052   |
| 3   | 12 | Giancarlo Fisichella  | Jordan-Peugeot    | G          | 1'23"066 | +0"076   |
| 4   | 3  | Jacques Villeneuve    | Williams-Renault  | G          | 1'23"231 | +0"241   |
| 5   | 9  | Mika Häkkinen         | McLaren-Mercedes  | G          | 1'23"340 | +0"350   |
| 6   | 10 | David Coulthard       | McLaren-Mercedes  | G          | 1'23"347 | +0"357   |
| 7   | 8  | Gerhard Berger        | Benetton-Renault  | G          | 1'23"443 | +0"453   |
| 8   | 11 | Ralf Schumacher       | Jordan-Peugeot    | G          | 1'23"603 | +0"613   |
| 9   | 5  | Michael Schumacher    | Ferrari           | G          | 1'23"624 | +0"634   |
| 10  | 6  | Eddie Irvine          | Ferrari           | G          | 1'23"891 | +0"901   |
| 11  | 22 | Rubens Barrichello    | Stewart-Ford      | B          | 1'24"177 | +1"187   |
| 12  | 16 | Johnny Herbert        | Sauber-Petronas   | G          | 1'24"242 | +1"252   |
| 13  | 23 | Jan Magnussen         | Stewart-Ford      | B          | 1'24"394 | +1"404   |
| 14  | 1  | Damon Hill            | Arrows-Yamaha     | B          | 1'24"482 | +1"492   |
| 15  | 15 | Shinji Nakano         | Prost-Mugen-Honda | B          | 1'24"553 | +1'563   |
| 16  | 14 | Jarno Trulli          | Prost-Mugen-Honda | B          | 1'24"567 | +1'577   |
| 17  | 2  | Pedro Diniz           | Arrows-Yamaha     | B          | 1'24"639 | +1"649   |
| 18  | 17 | Gianni Morbidelli     | Sauber-Petronas   | G          | 1'24"735 | +1"745   |
| 19  | 19 | Mika Salo             | Tyrrell-Ford      | G          | 1'25"693 | +2"703   |
| 20  | 18 | Jos Verstappen        | Tyrrell-Ford      | G          | 1'25"845 | +2"855   |
| 21  | 20 | Ukyo Katayama         | Minardi-Hart      | B          | 1'26"655 | +3"665   |
| 22  | 21 | Tarso Marques         | Minardi-Hart      | B          | 1'26"677 | +3"687   |

## Gara

### Resoconto

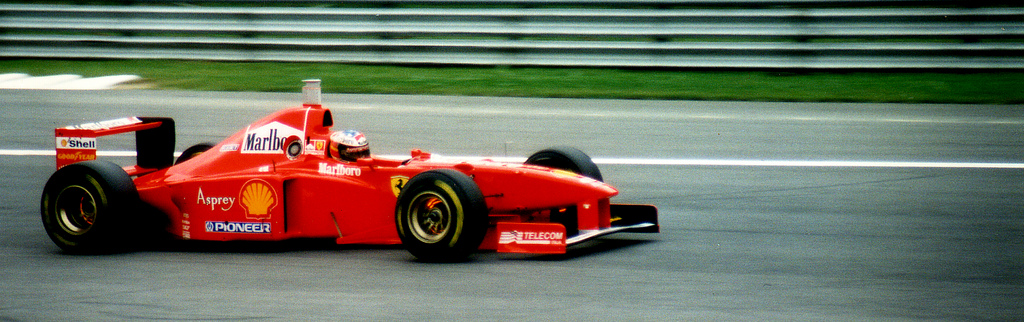
Michael Schumacher impegnato alla guida della sua Ferrari F310B sul tracciato brianzolo

La domenica mattina si svolge il warm up della durata di 30 minuti. Durante questa sessione il poleman Alesi va a sbattere alla prima curva, danneggiando il retrotreno, che però viene riparato in tempo dal team Benetton.
Al via Alesi scatta bene, mantenendo il comando della corsa davanti a Frentzen; parte ancora meglio Coulthard, che si porta in terza posizione sopravanzando il compagno di squadra Häkkinen, Villeneuve e Fisichella. Al termine del primo passaggio Alesi precede Frentzen, Coulthard, Fisichella, Villeneuve, Häkkinen, Michael Schumacher, Berger, Irvine, Herbert, Ralf Schumacher e Trulli. Per ben ventisette tornate le posizioni rimangono invariate; gli unici avvenimenti degni di nota sono i ritiri di Diniz, Katayama e Verstappen, rispettivamente al quarto, ottavo e dodicesimo giro.

Il secondo classificato Alesi, il vincitore David Coulthard e il terzo classificato Heinz-Harald Frentzen sul podio al termine della gara.

I piloti procedono in un gruppo piuttosto compatto fino alla prima ed unica serie di pit stop prevista, che viene aperta dai piloti della Williams attorno al 27º passaggio. Alesi e Coulthard, portatosi in seconda posizione grazie alla sosta di Frentzen, rientrano ai box contemporaneamente: i meccanici della McLaren sono più veloci di quelli della Benetton (7"8 contro 8"7 per cambio gomme e rifornimento) e permettono al pilota scozzese di sopravanzare il rivale, portandosi al comando.
Al termine della prima serie di pit stop, Coulthard conduce davanti ad Alesi, Frentzen, Häkkinen, Fisichella, Villeneuve e Michael Schumacher. Nel corso della 37ª tornata, sulla McLaren di Häkkinen si fora una gomma ed il pilota finlandese è costretto nuovamente ai box. Rientrato in pista quattordicesimo, il pilota della McLaren comincia una grande rimonta, facendo segnare più volte il giro più veloce in gara, ma al termine sarà solo nono. Un giro più tardi, Ralf Schumacher affianca e passa Herbert; alla staccata della prima variante, però, il pilota tedesco si sposta verso destra, colpendo la Sauber del rivale e spedendola fuoripista ad oltre trecento all'ora: la monoposto dell'inglese termina la sua corsa schiantandosi contro una pila di pneumatici, ma fortunatamente Herbert esce illeso dall'incidente. Non ci sono altri colpi di scena e Coulthard coglie la seconda vittoria stagionale davanti ad Alesi, Frentzen, Fisichella, Villeneuve e Michael Schumacher, riaccendendo la battaglia alla conquista del mondiale.

### Risultati
| Pos      | Nº | Pilota                | Costruttore       | Pneumatici | Giri | Tempo/Ritiro/Media          | Griglia | Punti |
| -------- | -- | --------------------- | ----------------- | ---------- | ---- | --------------------------- | ------- | ----- |
| 1        | 10 | David Coulthard       | McLaren-Mercedes  | G          | 53   | 1h 17'04"609 - 238.036 km/h | 6       | 10    |
| 2        | 7  | Jean Alesi            | Benetton-Renault  | G          | 53   | +1"937                      | 1       | 6     |
| 3        | 4  | Heinz-Harald Frentzen | Williams-Renault  | G          | 53   | +4"343                      | 2       | 4     |
| 4        | 12 | Giancarlo Fisichella  | Jordan-Peugeot    | G          | 53   | +5"871                      | 3       | 3     |
| 5        | 3  | Jacques Villeneuve    | Williams-Renault  | G          | 53   | +6"416                      | 4       | 2     |
| 6        | 5  | Michael Schumacher    | Ferrari           | G          | 53   | +11"481                     | 9       | 1     |
| 7        | 8  | Gerhard Berger        | Benetton-Renault  | G          | 53   | +12"471                     | 7       |       |
| 8        | 6  | Eddie Irvine          | Ferrari           | G          | 53   | +17"639                     | 10      |       |
| 9        | 9  | Mika Häkkinen         | McLaren-Mercedes  | G          | 53   | +49"373                     | 5       |       |
| 10       | 14 | Jarno Trulli          | Prost-Mugen-Honda | B          | 53   | +1'02"706                   | 16      |       |
| 11       | 15 | Shinji Nakano         | Prost-Mugen-Honda | B          | 53   | +1'03"327                   | 15      |       |
| 12       | 17 | Gianni Morbidelli     | Sauber-Petronas   | G          | 52   | +1 giro                     | 18      |       |
| 13       | 22 | Rubens Barrichello    | Stewart-Ford      | B          | 52   | +1 giro                     | 11      |       |
| 14       | 21 | Tarso Marques         | Minardi-Hart      | B          | 50   | +3 giri                     | 22      |       |
| Ritirato | 1  | Damon Hill            | Arrows-Yamaha     | B          | 46   | Motore                      | 14      |       |
| Ritirato | 11 | Ralf Schumacher       | Jordan-Peugeot    | G          | 39   | Collisione con J.Herbert    | 8       |       |
| Ritirato | 16 | Johnny Herbert        | Sauber-Petronas   | G          | 38   | Collisione con R.Schumacher | 12      |       |
| Ritirato | 19 | Mika Salo             | Tyrrell-Ford      | G          | 33   | Motore                      | 19      |       |
| Ritirato | 23 | Jan Magnussen         | Stewart-Ford      | B          | 31   | Trasmissione                | 13      |       |
| Ritirato | 18 | Jos Verstappen        | Tyrrell-Ford      | G          | 12   | Cambio                      | 20      |       |
| Ritirato | 20 | Ukyo Katayama         | Minardi-Hart      | B          | 8    | Testacoda                   | 21      |       |
| Ritirato | 2  | Pedro Diniz           | Arrows-Yamaha     | B          | 4    | Sospensione                 | 17      |       |

## Classifiche

### Piloti
| Pos. | Pilota                | Punti |
| ---- | --------------------- | ----- |
| 1    | Michael Schumacher    | 67    |
| 2    | Jacques Villeneuve    | 57    |
| 3    | Jean Alesi            | 28    |
| 4    | Heinz-Harald Frentzen | 27    |
| 5    | David Coulthard       | 24    |
| 6    | Gerhard Berger        | 21    |
| 7    | Eddie Irvine          | 18    |
| 8    | Giancarlo Fisichella  | 17    |
| 9    | Olivier Panis         | 15    |
| 10   | Mika Häkkinen         | 14    |
| 10   | Johnny Herbert        | 14    |
| 12   | Ralf Schumacher       | 11    |
| 13   | Damon Hill            | 7     |
| 14   | Rubens Barrichello    | 6     |
| 15   | Alexander Wurz        | 4     |
| 16   | Jarno Trulli          | 3     |
| 17   | Mika Salo             | 2     |
| 17   | Shinji Nakano         | 2     |
| 19   | Nicola Larini         | 1     |

### Costruttori
| Pos. | Team              | Punti |
| ---- | ----------------- | ----- |
| 1    | Ferrari           | 85    |
| 2    | Williams-Renault  | 84    |
| 3    | Benetton-Renault  | 53    |
| 4    | McLaren-Mercedes  | 38    |
| 5    | Jordan-Peugeot    | 28    |
| 6    | Prost-Mugen-Honda | 20    |
| 7    | Sauber-Petronas   | 15    |
| 8    | Arrows-Yamaha     | 7     |
| 9    | Stewart-Ford      | 6     |
| 10   | Tyrrell-Ford      | 2     |